# Knud Rée
Pour les articles homonymes, voir Rée.
Knud Rée, né le 14 juillet 1895 à Holbæk (Danemark) et mort le 19 août 1972 à Esbjerg (Danemark), est un homme politique danois membre du parti Venstre et ancien ministre.

## Décoration
- Commandeur de l'ordre du Dannebrog